# Copenhagen Contemporary
Copenhagen Contemporary (CC) er et internationalt kunstcenter på Refshaleøen i København. Kunstcenteret viser installationskunst, videoværker og performanceart, som er skabt af samtidskunstnere. Copenhagen Contemporary findes i den gamle B&W-svejsehal.
Copenhagen Contemporary åbnede i 2016 på papirøen, men flyttede i 2018 til den nuværende location på Refshaleøen.

## Udstillinger
Copenhagen Contemporary har siden 2016 vist udstillinger med bl.a.:
- Bruce Nauman
- Yoko Ono
- Carsten Nicolai
- Ragnar Kjartansson
- Pierre Huyghe
- Bill Viola
- Céleste Boursier-Mougenot
- Sarah Sze
- Christian Marclay
- Anselm Kiefer
- SUPERFLEX
- Doug Aitken
- Claudia Comte
- Marianna Simnett
- Donna Huanca
- Marta Minujín (en)
- Emma Talbot